# Casa Lamadrid
La Casa Lamadrid, també coneguda com a Casa Vicenç Bofill, és un edifici situat al carrer de Girona, 113 de la Dreta de l'Eixample de Barcelona, catalogat com a bé cultural d'interès local.

## Història
Fou projectat el 1902 per Lluís Domènech i Montaner per a Vicenç Bofill, propietari d'una petita casa unifamiliar de planta baixa i jardí. Diversos autors coincideixen que es tracta del primer edifici modernista de Domènech, però el més important és que fou l'única obra en què l'arquitecte s'hagué d'adaptar a un solar estret de l'Eixample amb escasses possibilitats de lluïment.
Tan sols tres anys després de la construcció, l'edifici fou adquirit per Eduardo S. de Lamadrid, i Vicenç Bofill es va traslladar a la seva nova casa del carrer de Balmes, 159, projectada per Josep Pérez i Terraza.

## Descripció
Consta de planta baixa, principal, quatre pisos i terrat transitable. Depassant la línia de cornisament, un escut protegit per un guardapols profusament ornamentat corona l'eix central d'obertures. L'accés principal dona pas a una reduïda zona de vestíbul i a un celobert central rectangular en el qual s'hi localitza l'escala de veïns.
Les obertures de la façana són estructurades en tres eixos verticals de ritme regular, formant una composició axial al voltant de l'accés principal. La planta baixa s'obre al carrer per mitjà de tres grans portals de pedra idèntics, sostinguts per quatre robustes columnes amb un capitell en forma de rams de flors. Aquests portals, tancats per arcs deprimits convexos, presenten llurs carcanyols ornats amb quatre bustos femenins en relleu sostenint escuts. El portal central dona accés a l'escala de veïns, mentre els dos portals laterals corresponen a les botigues de planta baixa. Les llindes d'aquests portals contenen les llosanes dels tres balcons semicirculars del pis principal, que contenen una potent ornamentació escultòrica a base de fullatge i flors, tant pel que fa les mènsules que sostenen les llosanes com les mateixes baranes. Tots els balcons de la casa presenten les mateixes característiques, a excepció feta de les baranes i llosanes del principal. Així, les portes allindanades que s'obren als balcons presenten els seus emmarcaments realitzats en pedra de Montjuïc, tant pel que fa les semicolumnes de capitell floral dels muntants com per les llindes conopials que les coronen. A partir del primer pis, les llosanes presenten una forma rectangular d'angles arrodonits i contenen baranes de forja de perfil bombat i ornades a base de bolutes. Els murs de la façana, revestits amb estucs bicolors de tons verdosos formant bandes horitzontals, estan ritmats per la presència aïllada de nombroses rajoles vidrades de color coure a base de relleus florals de la fàbrica Pujol i Bausis. L'aparença homogènia de la façana només es veu trencada pel seu entaulament, consistent en un cornisament que conté els respiradors de la solera del terrat. Tancant aquest terrat, una barana esculpida amb flors i sobremontada de pinacles helicoidals, acull en el bell mig un gran escut amb la data MCMII sota un elm protegit per un guardapols esgraonat.
El vestíbul i el celobert central és l'espai que dona accés a l'immoble i en distribueix les diverses propietats horitzontals. S'hi accedeix a través del vestíbul de la porta principal, un senzill espai de planta rectangular amb els terres i arrimadors revestits de marbre blanc, els murs ornats amb esgrafiats en forma de maó i rematats per sanefes florals. Depassant una porta de fusta s'accedeix al celobert, un espai rectangular que conté, al fons, l'escala de veïns, en trams de quatre. Aquest espai està ornat amb sanefes florals esgrafiades a cada replà i sobre les voltes de l'escala.